# دوبرووودیتسا
دوبرووودیتسا (به صربی: Dobrovodica) یک منطقهٔ مسکونی در صربستان است که در باتوچینا واقع شده‌است.